# Margaux Fabre
Margaux Nicole Jeanne Aude Fabre (Perpinyà, Catalunya del Nord, 2 d'octubre de 1992) és una nedadora professional nord-catalana. Va competir en la prova de relleus femenins de 4×200 metres estil lliure en els Jocs Olímpics d'Estiu de 2016 representant a França. Fabre també va competir en els Jocs Mundials de 2017, guanyant dues medalles.
En els Jocs Olímpics d'Estiu de 2020, celebrats en 2021 per la pandèmia de COVID-19, també hi va participar en les modalitats de relleus 4×100 i 4×200 lliures femení formant part de l'equip francès.
Forma part del Canet 66, el club esportiu per excel·lència de Canet de Rosselló.